# نیکولا پاگانی
نیکولا پاگانی (انگلیسی: Nicola Pagani؛ زادهٔ ۹ نوامبر ۱۹۷۷) بازیکن فوتبال اهل ایتالیا است.
از باشگاه‌هایی که در آن بازی کرده‌است می‌توان به باشگاه فوتبال رجینا، باشگاه فوتبال پروجا، باشگاه فوتبال کوزنتسا کالچو، باشگاه فوتبال کرمونزه، باشگاه فوتبال فروزینونه، باشگاه فوتبال پیستویزه، باشگاه فوتبال دلفینو پسکارا، و باشگاه فوتبال اسپال اشاره کرد.